# Bernard Szapiro

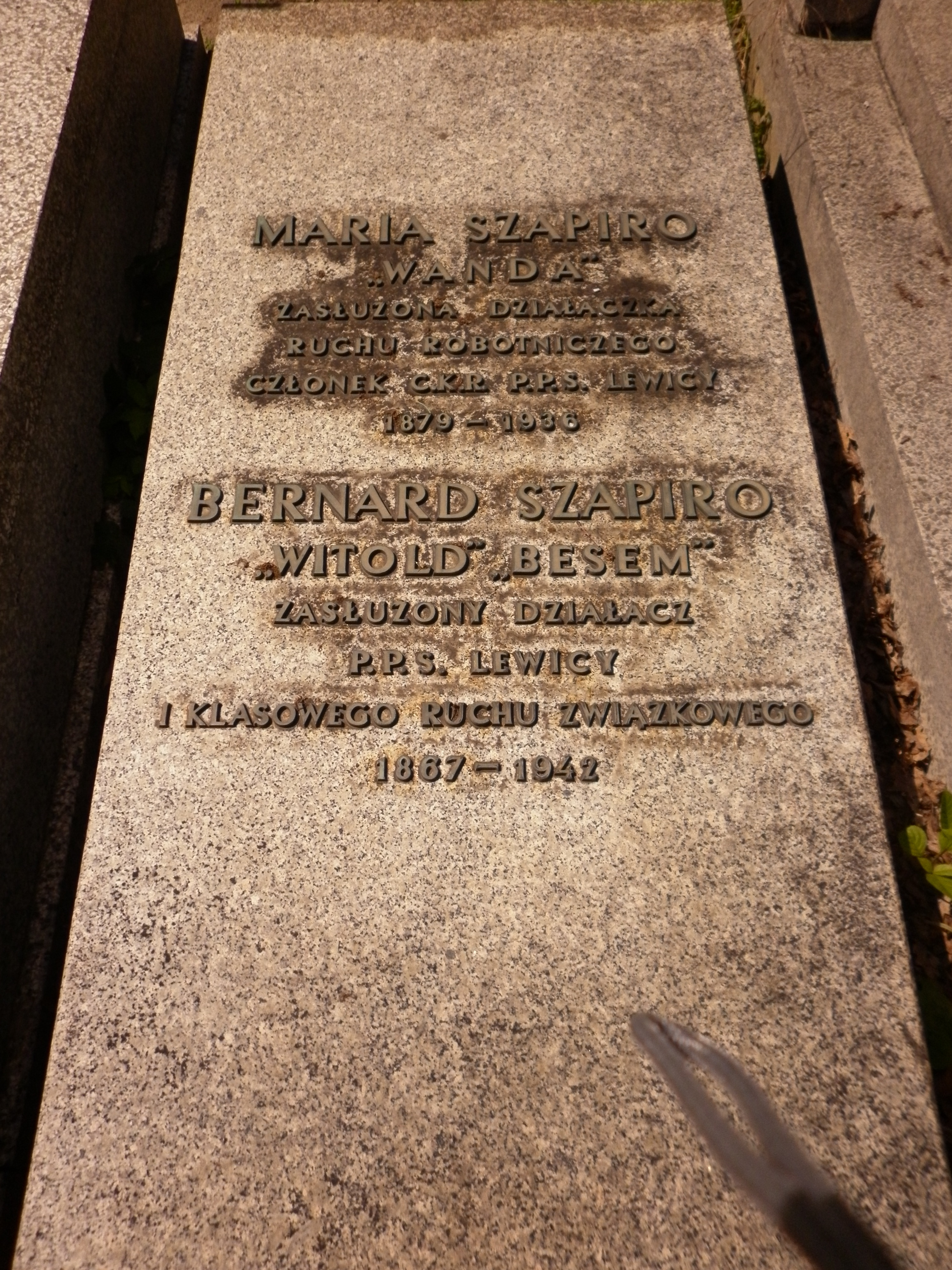
Grób Marii i Bernarda Szapiro na cmentarzu Bródnowskim

Bernard Szapiro, ps. „Besem”, „Witold” (ur. 25 grudnia 1866 w Serejach, zm. 16 sierpnia 1942 w Warszawie) – polski działacz socjalistyczny, robotniczy i związkowy, publicysta oraz inżynier elektryk żydowskiego pochodzenia, ojciec Hanny Szapiro.
Syn Lejzora i Rochli. Studiował w Lipsku i Zurychu. W latach 1889–1891 współorganizował i był członkiem Związku Robotników Polskich. W 1899 założył Delegację Elektrotechniczną przy Warszawskim Oddziale Towarzystwie Popierania Rosyjskiego Przemysłu i Handlu. Od 1899 działał w Polskiej Partii Socjalistycznej (PPS), a po rozłamie (w 1906) w PPS-Lewicy, gdzie od listopada 1906 do grudnia 1907 był członkiem Centralnego Komitetu Robotniczego. W 1905 był współtwórcą związków zawodowych w Królestwie Polskim. Brał aktywny udział w pracy oświatowo-kulturalnej. Pracował m.in. jako wykładowca w Towarzystwie Szerzenia Wiedzy Handlowej i Przemysłowej. W latach 1906–1918 był działaczem PPS-Lewicy. Od 1906 był członkiem Komisji Organizacyjnej Związków Zawodowych, współpracował z organizacją „Związkowiec”. W okresie międzywojennym luźno współpracował z Komunistyczną Partią Polski. W latach 1908–1931 przebywał w Krakowie, po czym powrócił do Warszawy. Był działaczem Stowarzyszenia Elektryków Polskich.
Pochowany został na cmentarzu Bródnowskim razem z żoną Marią Szapiro (kw. 20K-3-16).

## Twórczość
- Tadeusz Rechniewski[6] (1927);
- Bezpieczeństwo urządzeń elektrycznych (1924);
- Stan izolacji i sieci od sieci izolowanych[7] (1934).